# Proteinlaboratoriet
Proteinlaboratoriet blev oprettet som et forskningslaboratorium i Institut for Almen Patologi ved Københavns Universitets Sundhedsvidenskabelige Fakultet i 1949 med dr. Niels M. G. Harboe som leder. Senere blev Proteinlaboratoriet en del af Institut for Neurovidenskab og Farmakologi. Proteinlaboratoriets forskningsområde omfattede fraktionering og analyse af proteiner med speciel reference til medicinske problemstillinger. Proteinlaboratoriets forskere blev specielt kendt for at udvikle og anvende de analytiske protein-kemiske metoder kendt som "krydset immunelektroforese" eller "kvantitativ immunelektroforese". Dr. Harboes motto var "at gøre nytte", og lige fra starten blev disse metoder udbredt både nationalt og internationalt igennem kurser for læger og forskere. Der var fra 1970'erne og ind i 1990'erne en meget stor post-graduat undervisning som dog gradvist blev overtaget af undervisning i humanbiologi. I en periode indtil Proteinlaboratoriets administrative lukning har Elisabeth Bock været leder af Proteinlaboratoriet.

## Tilknytning til erhvervslivet
Forskere fra Proteinlaboratoriet har haft nær tilknytning til erhvervslivet. De har varetaget ledende funktioner inden for firmaerne Chr. Hansen, ALK-Abello, Lundbæk og Novo Nordisk og har personligt oprettet firmaer som Dako og Dako-Cytomation (først Dakopats), Kem-En-Tec, Upfront Chromatography, Schafer-N, ENKAM Pharmaceuticals, Henning Løwenstein ApS og ImmunoSigns, 

## Forskere
- Niels M.G. Harboe, professor Arkiveret 25. juli 2020 hos  Wayback Machine
- Bent Foltmann, professor, forfatter til ”Det ufattelige liv”
- Bent Weeke, speciallæge
- Claus Schafer Nielsen, direktørArkiveret 11. januar 2022 hos  Wayback Machine
- George Gegelashvili, professor[10]
- Ole J. Bjerrum, professor Arkiveret 27. marts 2012 hos  Wayback Machine
- Nils Axelsen, MD, DMSc. Chief consultant Arkiveret 6. oktober 2013 hos  Wayback Machine
- Henning Løwenstein, forskningsdirektør Arkiveret 10. juni 2013 hos  Wayback Machine
- Elisabeth Bock, professor
- Allan Lihme, direktør
- Peter Heegaard, professor (Webside ikke længere tilgængelig) [11]
- Peter Lind, professor
- Niels H. H. Heegaard, afdelingschef
- Klaus Edvardsen, vicepræsident
- John-Erik Stig Hansen, overlæge, forfatter Arkiveret 4. marts 2016 hos  Wayback Machine
- Christian Schou, groupleader
- Carl-Henrik Brogren, associate professor (Webside ikke længere tilgængelig)
- Thorkild C. Bøg-Hansen, docent
- Bodil Norrild, professor Arkiveret 11. januar 2022 hos  Wayback Machine
- Nils Strandberg Pedersen, direktør
- Vladimir Berezin, professor Arkiveret 9. juni 2007 hos  Wayback Machine[12]